# SuperTux
SuperTuxは、自由でオープンソースの2次元プラットフォームのビデオゲームで、GNU GPLの下で公開されている。ゲームは任天堂のスーパーマリオブラザーズシリーズに触発されたもので、マリオの代わりに、Linuxカーネルの公式マスコットであるTuxがゲームの主人公となっている。

## 歴史
このゲームはBill Kendrickによって開発が始まり、SuperTux開発チームによってメンテナンスされている。ゲームのグラフィックスは、Pingusの作者のIngo Ruhnkeによって描かれた。
コードはOpenGLとOpenALをターゲットとしたクロスプラットフォームの中間レイヤーであるSDLを用いてほぼC++を使って開発されている。ゲームエンジンと物理エンジンは独自に開発されており、ゲームのメタデータはプログラミング言語LispのS式で構成され、スクリプトはSquirrelで記述されている。
開発は、安定版のマイルストーンを軸に進められている。マイルストーン1（バージョン 0.11-1.13）は、2003年にリリースされ、2015年のゲーム内容、すべての新しいグラフィック、SDL2への切り替え、および新しい機能の追加が行われたバージョン0.4.0を経て、2016年に公式のレベルエディタを含むマイルストーン2（バージョン0.5.0）が公式安定版としてリリースされた。2018年12月23日にはバージョン0.6.0がリリースされ、Icy IslandとForestが再設計され、レンダリングエンジンを含む多くの改良が加えられた。

## ゲーム内容
SuperTuxのゲームプレイは、スーパーマリオブラザーズに似ており、Tuxはクエスチョンマークの付いたボーナスブロックを下からジャンプて叩く事によってコインやパワーアップアイテムを得る事が出来る。タックスを大きくする卵や、トランポリン、無敵になる星などのアイテムはこれらのブロックから入手することが出来る。Tuxはジャンプして踏みつけることで敵を倒すことができ、花によるパワーアップでファイアボールを撃つことで倒したり凍らせたりすることもでき、ストーリーモードではファイアフラワーのパワーアップなどのアイテムが用意されている。通常チェッカーパターンのポールでマークされたゴールまで到達することが各レベルの目的で有り、各ワールドの終わりには、氷の島のイエティのボスのようなボスがいる。

## 評価
2007年、Punto Informaticoは、ゲームの雰囲気を楽しいものであると称し、ゲームがフリーで入手可能なことを賞賛した。
2008年には、フリーでオープンソースのソフトウェアへの移行を決めた、ブリティッシュコロンビアの#73学区の児童のためのゲームとして用いられた。

## ギャラリー

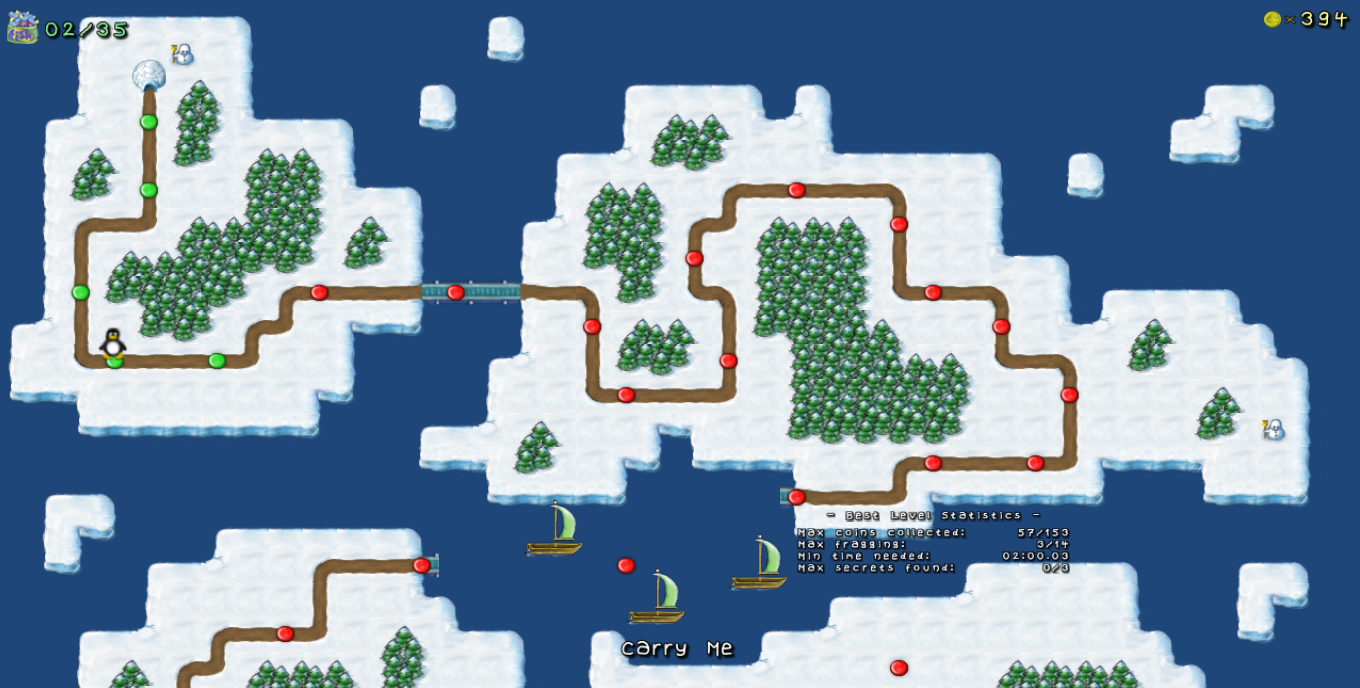
SuperTux 2（Yetiのリベンジ）
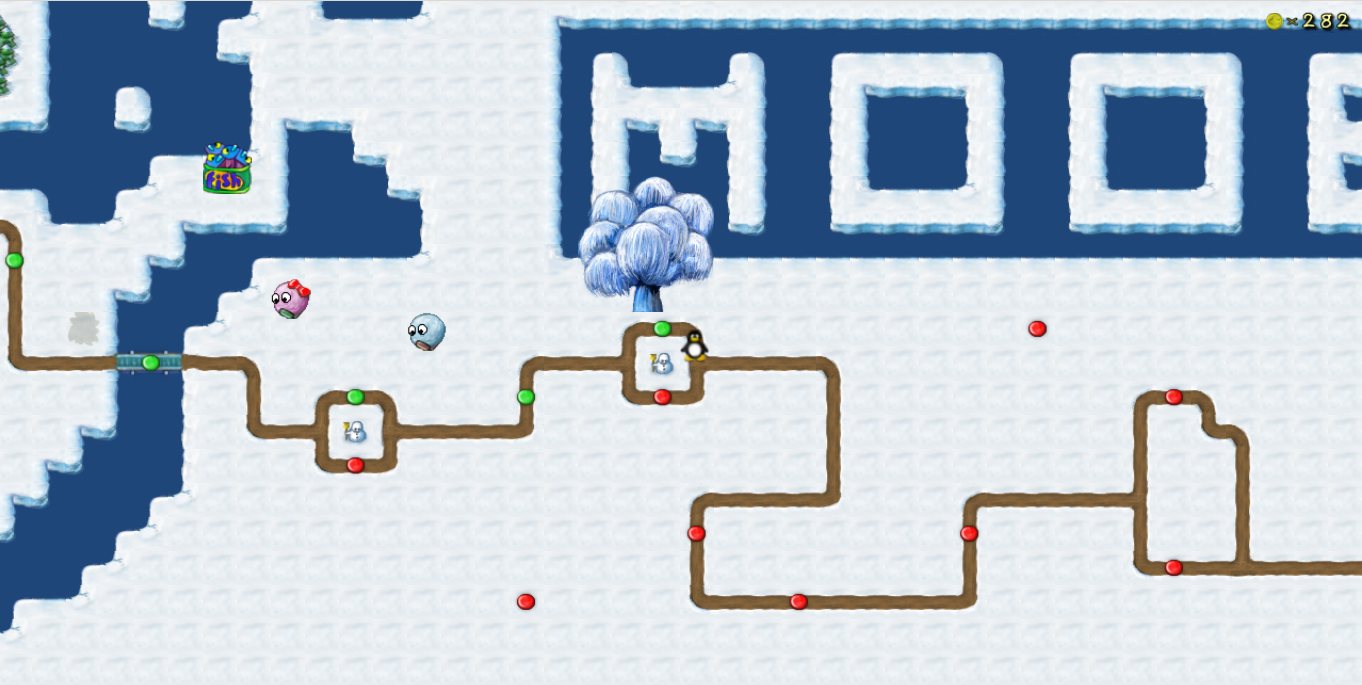
SuperTux 2（Moob島）
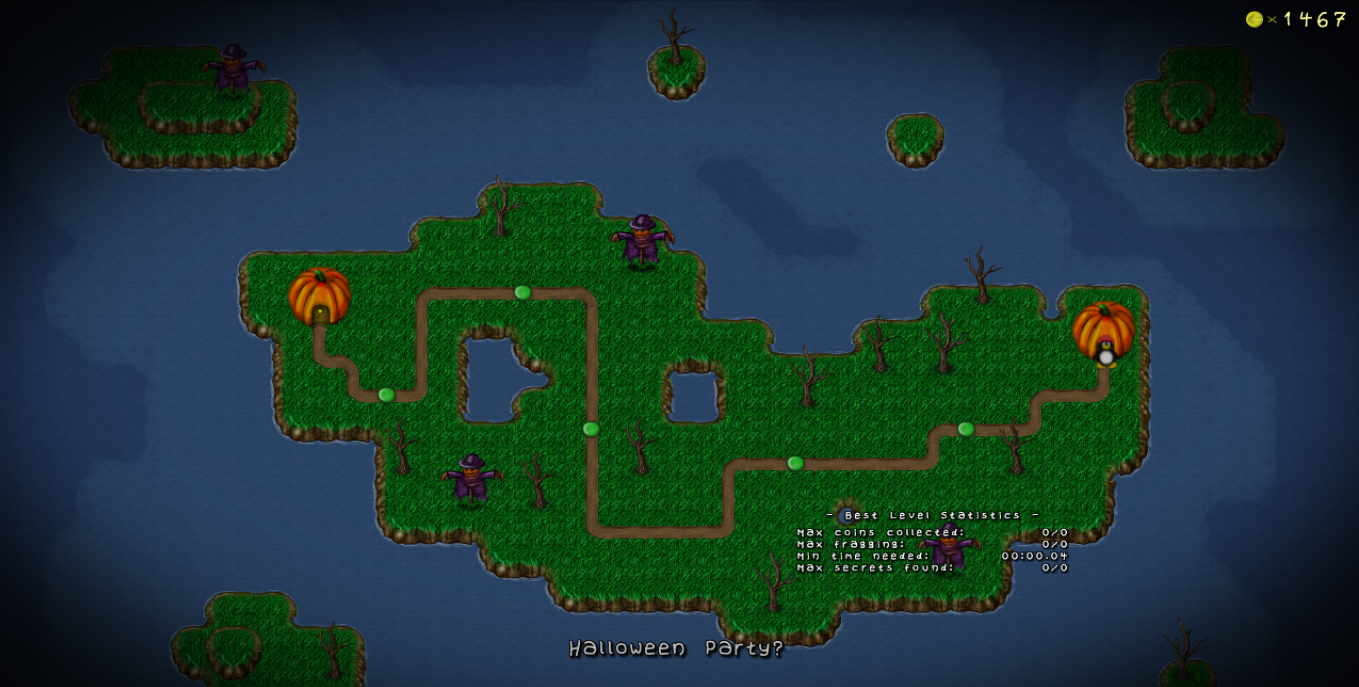
SuperTux 2（Halloween 2014）
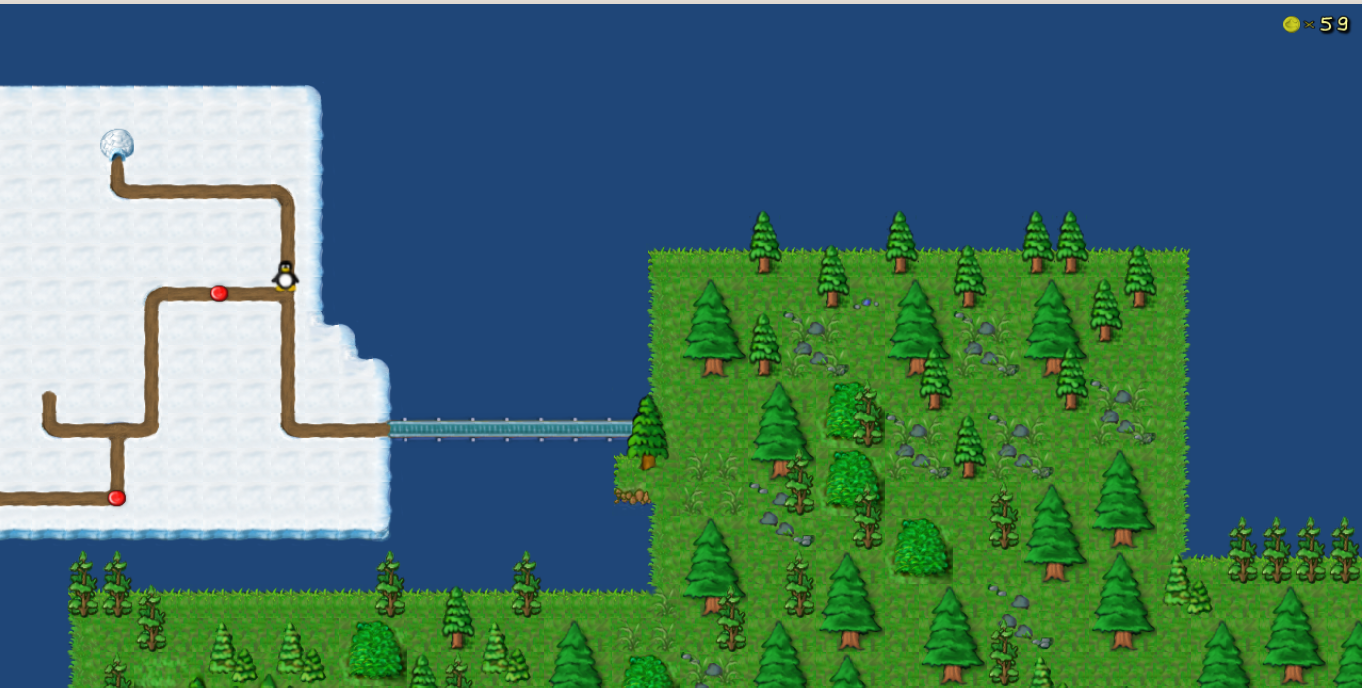
SuperTux 2（ヒュームのレインボー洞窟）